# Rabiu Ibrahim
Rabiu Danda Ibrahim (né le 15 mars 1991 à Kano, Nigeria) est un footballeur. Il évolue au poste de milieu offensif.

## Biographie

### Parcours en équipe de jeunes
Rabiu Ibrahim commence le football au Gateway United FC à l'âge de 13 ans, après avoir joué au football dans la rue durant son enfance. En 2007, il est admis à l'académie du Sporting Portugal.

### Real Sport Clube
Lors de la saison 2009-2010, Rabiu Ibrahim est prêté par le Sporting Portugal au Real Massamá en troisième division portugaise, où il fait ses débuts en équipe première. Il ne fera jamais son trou au Sporting Portugal à cause de la titularisation du capitaine à ce poste et à cause de l'abandon de l'agent qui l'avait amené au Portugal. 

## Palmarès

### En club
- Celtic FC
  - Vainqueur du Championnat d'Écosse : 2012
- FK AS Trenčín
  - Championnat de Slovaquie : 2015 et 2016
  - Vainqueur de la Coupe de Slovaquie : 2015
- ŠK Slovan Bratislava
  - Coupe de Slovaquie : 2018

### En sélection
Nigeria
- Coupe du monde -17 ans
  - Vainqueur (1) : 2007
- Coupe d'Afrique des nations -17 ans
  - Vainqueur (1) : 2007